# Христианство в Бахрейне
Христианство в Бахрейне — вторая (по числу верующих) после ислама религия в стране.
По данным исследовательского центра Pew Research Center в 2010 году в Бахрейне проживало 180 тыс. христиан, которые составляли 14,5 % населения этой страны. Энциклопедия «Религии мира» Дж. Г. Мелтона оценивает долю христиан в 2010 году в 9,3 % (73,5 тыс. верующих).
Крупнейшим направлением христианства в стране является католицизм. В 2000 году в Бахрейне действовало 111 христианских церквей и мест богослужения, принадлежащих 31 различной христианской деноминации.